# Razdol'noe
Razdol'noe (in russo Раздольное?) o Rozdol'ne (in ucraino Роздольне?; in tataro crimeano: Aqşeyh) è una città della Crimea. La città, in quanto parte della penisola di Crimea, è riconosciuta dalla maggior parte delle nazioni come appartenente all'Ucraina, ma è annessa alla Russia dal 2014.